# My Own Worst Enemy (serie televisiva)
My Own Worst Enemy è una serie televisiva di azione statunitense del 2008, interpretata da Christian Slater.
La storia narra le vicende di Henry Spivey, tranquillo padre di famiglia, che scoprirà che la sua vita è meno tipica di quanto creda e che neppure le sedute di psicanalisi aziendale possono risolvere il suo timore di soffrire di un disturbo di doppia personalità, collegato alla presenza intempestiva di un alter ego: Edward Albright, agente operativo super preparato e addestrato ad uccidere. La verità è però un'altra e riguarda la sua stessa identità.
La serie è stata cancellata dopo soli 9 episodi.

## Trama
La personalità originaria e dominante è Edward Albright, un agente di carattere deciso e disinibito, che si è offerto di far parte di un progetto speciale dei servizi segreti statunitensi facendosi impiantare un microchip nel cervello. Tale microchip memorizza e contiene una personalità di copertura: Henry Spivey, un uomo qualunque, che vive una vita perfettamente normale. Henry è una personalità inventata, ha moglie e figli ed è completamente ignaro del suo alter ego. Lo switch di passaggio tra le  due personalità può essere acceso o spento dalla Janus, l'organizzazione per cui Edward lavora, mentre l'attivazione non è disponibile a Edward. Alla fine di ogni missione la Janus scrive nella memoria di Henry la storia di copertura da raccontare alla moglie.
A causa di un malfunzionamento del chip, tuttavia, l'operazione di cambiamento della personalità inizia ad avvenire casualmente. Questo porta Henry a dover partecipare alle missioni di Edward, e Edward a partecipare alla vita familiare di Henry...

## Episodi
| Stagione       | Episodi | Prima TV originale | Prima TV Italia |
| -------------- | ------- | ------------------ | --------------- |
| Prima stagione | 9       | 2008               | 2009-2010       |